# フリュギア式兜

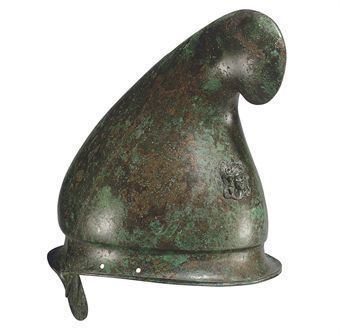
頭部の前面に女神アテナの装飾がついたフリュギア式兜、元の頬当ては失われている。Musée d'Art Classique de Mougins所蔵

フリュギア式兜（フリュギアしきかぶと、英語: Phrygian helmet）は、トラキア式兜（トラキアしきかぶと、英語: Thracian helmet）という呼び名でも知られており、古代ギリシアに由来する兜の一種であり、トラキア、ダキア、マグナ・グラエキア、ヘレニズムの世界でローマ帝国に至るまで広く使用されていた。フリギア式兜などとも呼ばれる。

## 名前
フリュギア式兜あるいはトラキア式兜の名前は、独特の高い円錐の前方に垂れた先端の形が、フリュギア人やトラキア人が普段から被る革製の帽子に似ていたことに由来する。なお、古代の兜の命名規則と類型は、大部分が現代に由来し、当時の用法を反映していない。イリュリア式（Illyrian）や アッティカ式（Attic）などの用語は、便宜上、特定のタイプの兜を示すために考古学で使用されていて、その起源を意味するものではない。

## 特性
他のタイプのギリシアの兜と同様に、フリュギア式兜の大部分は青銅でできていた。兜の頭蓋部は通常1枚の青銅板から作り出されたが、時には前方を向いた先端は別個に作られて頭蓋部にリベットで留められたこともある。頭蓋部の眉庇（まびさし）はしばしば正面に打ち延ばされて着用者の目を覆い、上側から振り下ろされるなどの下方への打撃から顔の上部を保護した。頭蓋部とは別に作られた大きな頬当ては顔をさらに保護した。ときどきこれらの頬の部分が大きすぎて、鼻と目の隙間を残して中央でぶつかった。この方法で構築された場合、あごひげと口ひげに似せるためにエンボス加工と彫刻による装飾が施された。

## 使用
フリュギア式兜はピリッポス2世の時代にマケドニア王国の騎兵隊が被っていたが、彼の息子であるアレクサンドロス3世（アレキサンダー大王）は、クセノポンが推奨したように、自身の騎兵隊に面の開いたボイオティアの兜を選んだと言われている。ヴェルギナの墓にある王室の副葬品には、例外的に鉄製のフリュギア式兜が含まれていた。これは、ピリッポス2世の騎兵隊がこの兜を被っていたことを証拠づけるものである。フリュギア式兜は、アレクサンドロス石棺など、アレクサンドロス3世の軍隊の歩兵が描写される際に目立って用いられている。
フリュギア式兜は、ギリシアの古典時代の終わりからヘレニズム時代にかけて、紀元前5世紀の初期のコリント式兜タイプに代わって顕著に着用された。

## ギャラリー

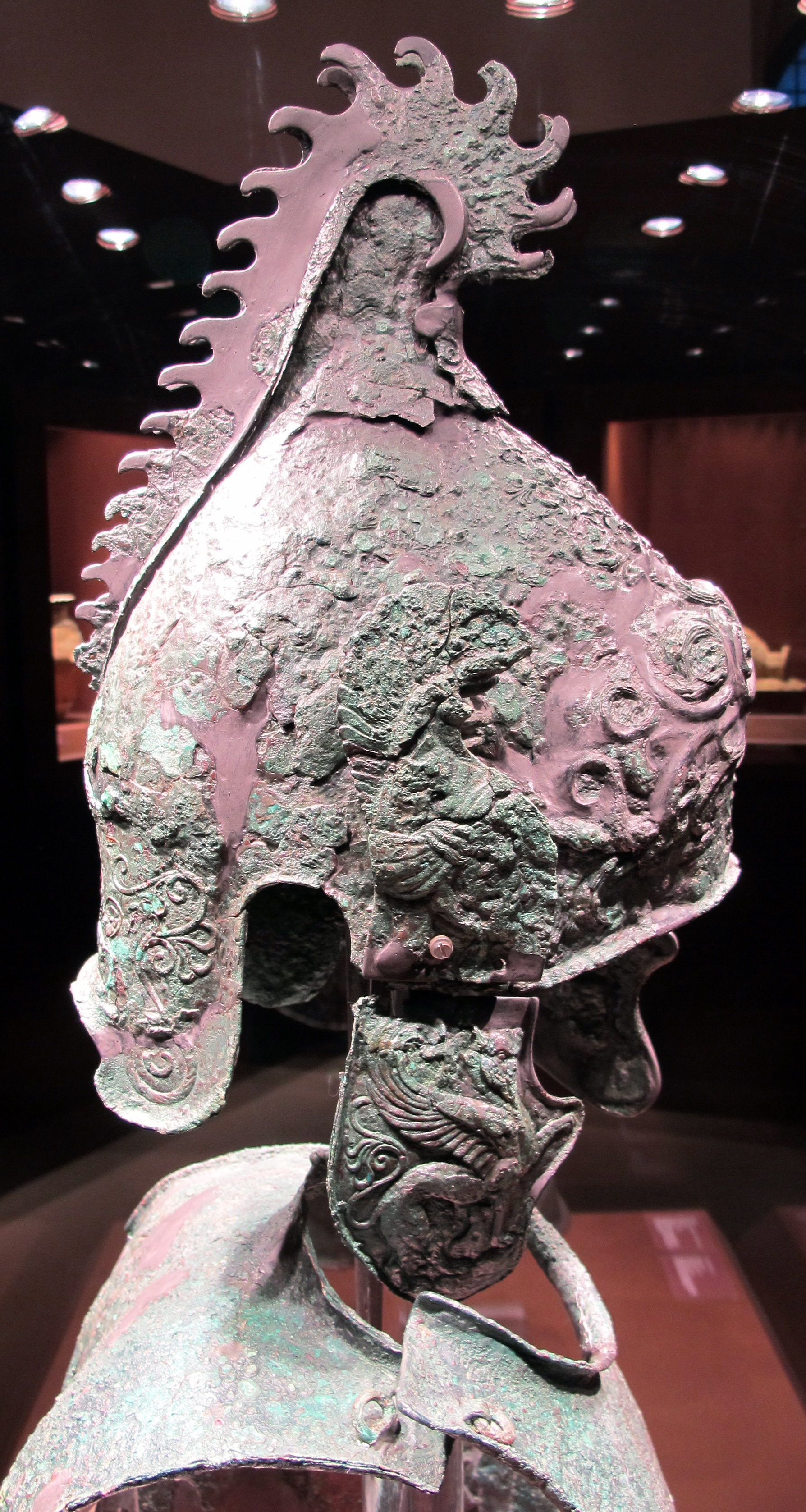
フリュギア式兜、南イタリア出土、紀元前350-300年頃
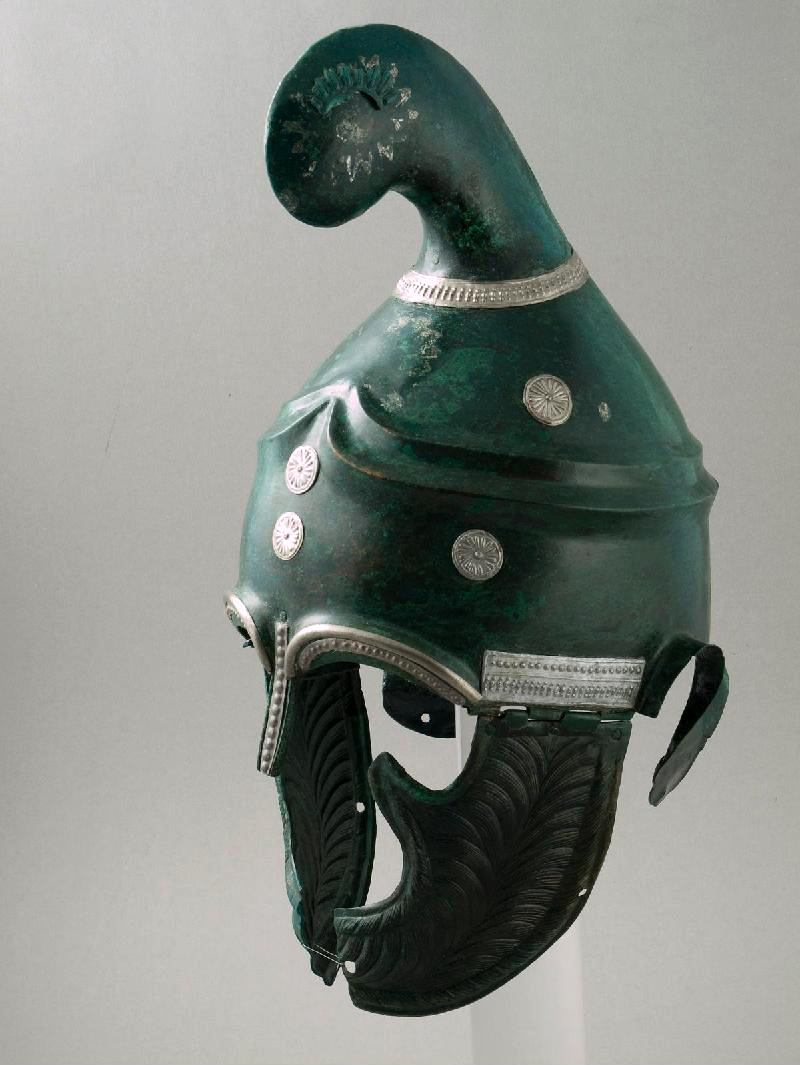
フリュギア式兜、典型的な眉庇の代わりに例外的な鼻あてが付いている。ブルガリアPletena村出土、紀元前4世紀前半
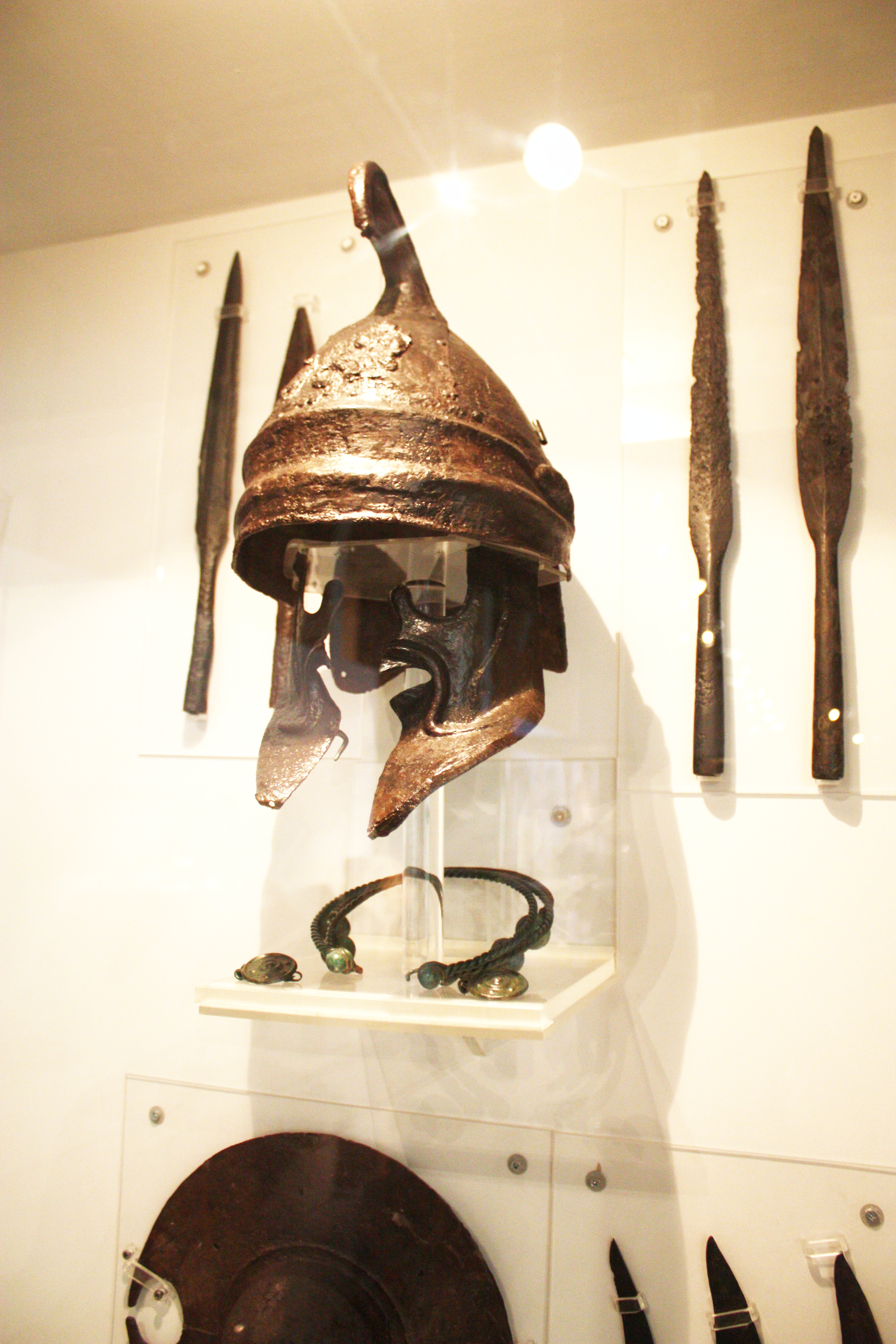
巨大な頬当てのついたフリュギア式兜、ブルガリア・ソフィアの国立歴史博物館展示
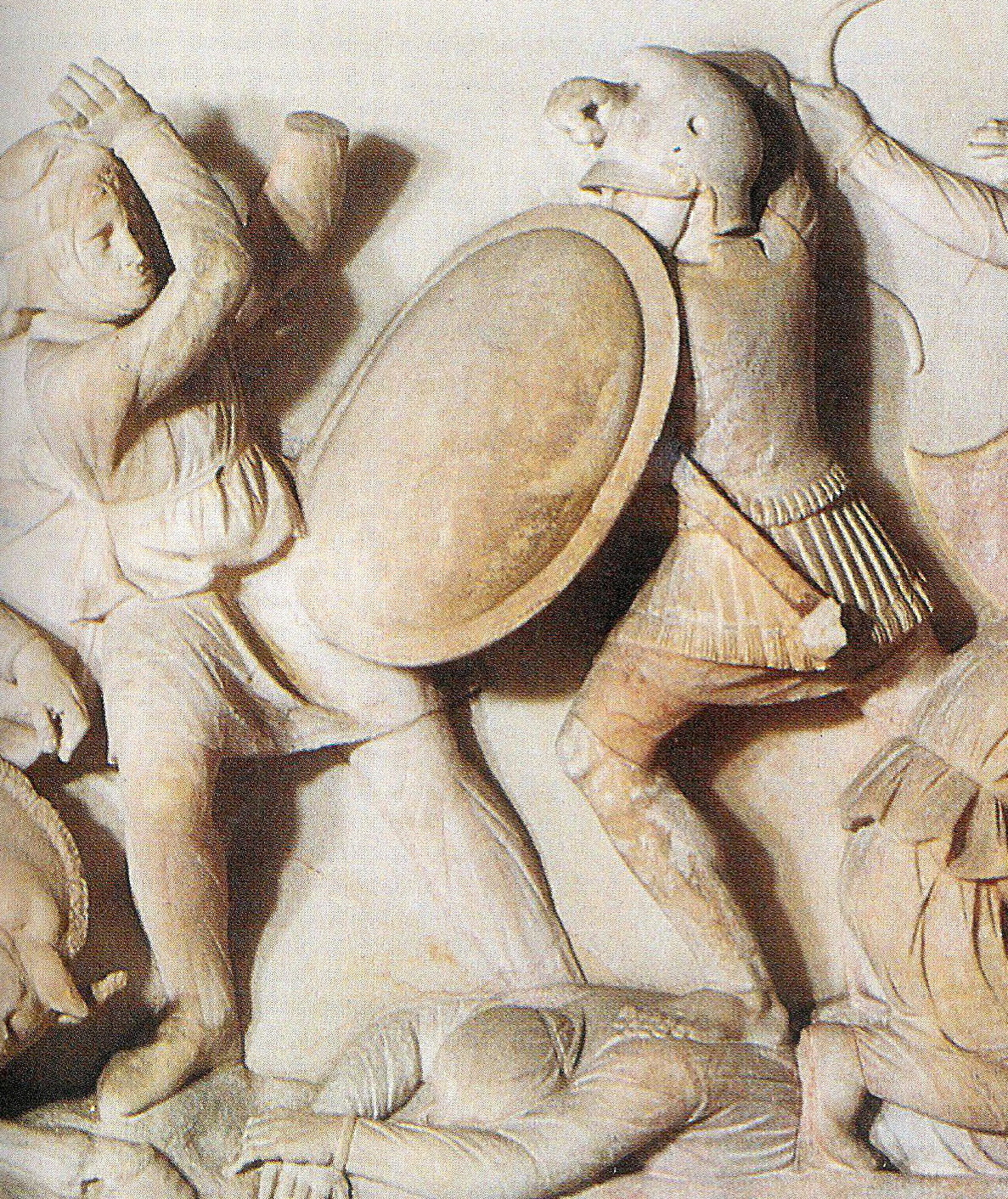
アレクサンドロス石棺の古代の描写では、マケドニアの歩兵 (右)が典型的な眉庇のついたフリュギア式兜を装備している。